# 진석중
진석중(陳石中, 1912년 경상남도 거제 ~ 1960년 7월 13일)은 대한민국의 수산업자 출신 정치인이다. 제4대 국회의원 임기 중에 사망했다.

## 생애
여양 진씨 29세손이며, 여평군 진극일의 후손이다. 경상남도 거제군 동부면 출신으로 학동 여양 진씨 문중이다. 학동부호 진치주의 5남2녀 중 장남으로 태어난 그는 어린시절 거제보통학교로 유학의 길에 올랐다. 그때는 대부분 서당에서 한문을 조금 배우다 농업이나 어업에 종사하는 것이 보통이었는데, 선친 진치주씨는 당시 격변하는 시대상황을 고려하여 진석중에게 신학문의 길에 들어서게 했다.
학교에 입학한 진석중은 초창기 학동에서 거제까지 무려 왕복 60리 길을 걸어 다녔다(집안 사람이 동행함). 그러다가 4학년 무렵 거제 읍내에서 하숙을 했다.
신식교육으로 학문에 눈을 떤 진석중은 졸업 이듬해 밀양 농잠학교로 진학했다. 밀양 농잠학교는 지금의 중고등학교 과정으로 당시로서는 꽤 이름이 알려진 학교였다. 진석중은 여기서 새로운 농업기술과 특히 잠업에 대한 전문기술을 습득했다.
그는 급우들에게 항상 말하기를 “고향으로 돌아가 보릿고개에 허덕이는 우리 조선인들에게 봉사하면서 살고 싶다”는 포부를 밝혔다고 한다.
그러나 진석중 본인의 포부와는 달리 주변여건은 귀향을 허락하지 않았다. 집안은 물론 주변 지인들이 한사코 공직생활을 권유했기 때문이었다. 밀양 농잠학교 졸업후 진석중이 택한 진로는 산림공무원이었다. 진석중은 통영군 산림계에 배치된 후 7년만에 지방기수(현 과장급)로 승진한다. 같이 출발한 동료들보다 5~6년 빠른 진급이었다. 그의 빠른 진급은 성실함과 근면성을 갖춘데다 덕망이 높아 주위의 호평이 떠나지 않았기 때문이었다.
해방이 되자 진석중은 일제강점기 하의 공무원 생활에 대한 반성의 의미로 공직을 그만둔다. 고향 학동으로 건너와 정착하면서 갈곶리 도장포에서 양조장과 어장(권현망, 정치망)을 경영한다. 집안의 가업을 이어받아 당시 거제군 굴지의 사업가로 변신했다.
진석중은 그때 한가지 대민사업을 기획한다. 학동, 수산, 일운 인근지역 사람들을 위한 민원해결 사업이었다. 그 지역 사람들의 숙원사업은 학동~연담간 도로 개설사업이었다. 진석중이 주민숙원사업에 뛰어든지 불과 1년, 통영군수의 승낙이 떨어졌다. 진석중 자신의 인맥과 사비를 집중 투입한 결과였다. 노자산과 가라산에서 생산되던 참나무 숯과 학공 인근 바다에서 잡히는 수산물들이 신설도로를 통해 읍내, 고현, 장승포로 원활하게 유통됐다.
국회의원 진석중의 전방사단 시찰장면. 둘째줄 왼쪽 두 번째가 진석중
1948년 진석중은 초대 도의원 선거에 출마한다. 2위를 큰 표차로 따돌리고 당선된 후 2대에는 경쟁자가 없어 무투표로 당선됐다. 2대 때부터 진석중의 정치적 역량이 빛을 발하기 시작했다. 도의회 의장직을 거머쥔 것이다. 도의회 의장이 되고 난 후 진석중이 벌인 첫 사업은 거제군 복군 추진이었다. 진석중은 당시 이채오 국회의원과 함께 수십차례 서울로 오르내리며 거제군 복군을 이끌어냈다.
1958년에 윤병한, 반성환 등 거물급 유지들을 물리치고 제4대 국회의원에 당선되었다. 이들 두 후보는 거제에 깊이 뿌리를 내리고 있는 칠원 윤씨 문중과 거제 반씨 문중이라는 텃밭을 가지고 있는데다 두 사람 다 일본의 대학에서 법학을 전공한 엘리트였다. 고졸 출신의 오지인인 진석중의 당선은 거제군 사회에 큰 화제가 됐다. 국회에 진출하자마자 진석중은 국회상공위원장을 꿰찬다. 도의장 출신이라는 정치적 배경과 본인의 정치적 역량이 만들어 낸 결과였다.
당시만 해도 한국의 경제질서는 두서가 없었고 관련법 하나 제대로 정비된 것이 없었다. 따라서 관계부서 공무원들이 재량껏 내지는 임의대로 해석하고 결정하던 시기였다. 진석중은 국회 상공위원회에서 한국의 모든 상공업 법률을 정비했다. 그가 정비한 법률들은 이후 제3공화국의 경제프로젝트의 근간이 된다.
진석중은 그러나 정치적 운이 따르지 않았다. 1960년 4.19의거가 일어나면서 국회가 해산됐고 진석중은 초야로 돌아가야 했다. 이듬해 7월20일 갑작스런 고혈압으로 일생을 마감했다.

## 등록 문화재
1947년에 지은 진석중의 동부면 학동리 살림집은 당시 도서 지방 상류층의 생활상을 보여주며, 문화재로 등록되어 있다
등록문화재 제277호
거제시 동부면 학동리 315
이 가옥은 해방이후 1947년에 건축된 지방 상류층 살림집으로 동서의 긴 사다리꼴 대지에 안채(본채), 별채(건너채), 창고(광채), 대문 등이 '튼ㅁ'자형을 이루고 있다. 주옥(主屋)인 안채의 벽장과 창호, 별채의 욕실과 화장실 등은 일본식이 절충되어 있으며 별채는 일반적인 ‘ㅡ’자형 평면의 후부(後部)에 실내 화장실과 욕실 및 복도를 배치하였다. 이러한 안채와 별채의 합리적이고 기능적인 공간구성, 생활에 편리를 제공하는 설비는 근대적 성격을 잘 반영하고 있는 것으로 보인다. 1940년대 말 경남 남해안 도서지방 상류층의 주거의 특징과 변화상을 살펴볼 수 있는 근대기 주택이라는 점에서 가치가 있다.

## 약력
- 거제공립보통학교 졸업
- 밀양농잠학교 졸업
- 거제어업조합 통상위원
- 경남어민회 고문
- 부산수산물판매회사 사장
- 경남도의회 의장
- 자유당 경남도당 고문
- 자유당 중앙위원

## 역대 선거 결과
| 실시년도 | 선거   | 대수 | 직책     | 선거구      | 정당   | 득표수   | 득표율          | 순위 | 당락 | 비고 |
| -------- | ------ | ---- | -------- | ----------- | ------ | -------- | --------------- | ---- | ---- | ---- |
| 1958년   | 총선   | 4대  | 국회의원 | 경남 거제군 | 자유당 | 18,585표 | \| \| 45.00% \| | 1위  |      | 초선 |
|          | 45.00% |      |          |             |        |          |                 |      |      |      |

## 참고자료
- 진석중 - 대한민국헌정회